# Beágyazott rendszer

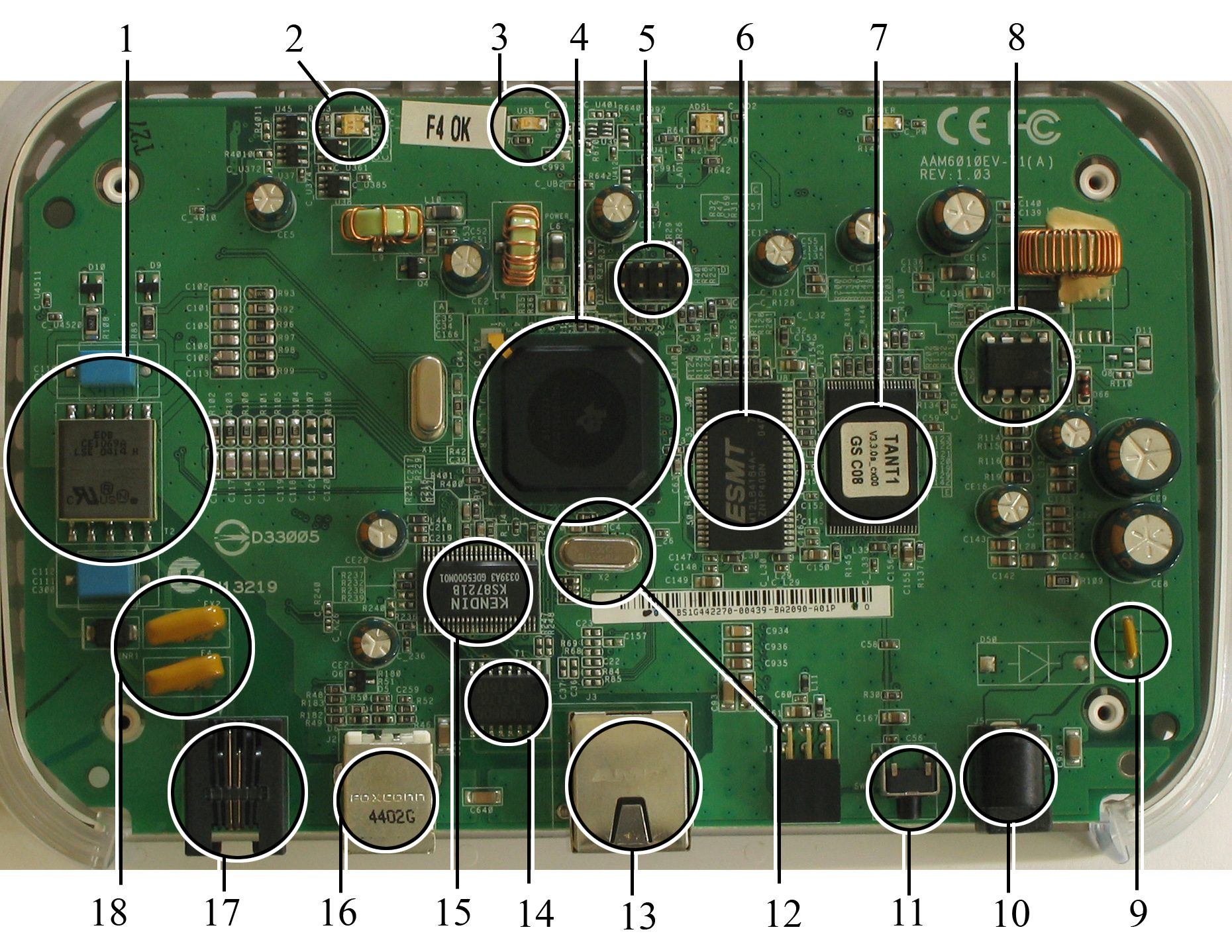
Egy router példa a beágyazott rendszerre. A számozott alkatrészek tartalmazzák a mikroprocesszort (4), RAM-ot (6), és flashmemóriát (7)

Egy beágyazott rendszer (angolul embedded system) olyan speciális célú számítógép, melyet egy konkrét feladat ellátására terveztek.
Az általános célú számítógépekkel (mint amilyen például a személyi számítógép) szemben egy beágyazott rendszer csupán néhány előre meghatározott feladatot lát el, és sokszor tartalmazhat olyan feladat-specifikus mechanikus és elektronikus alkatrészeket, melyek nem találhatók egy általános célú számítógépben. Mivel a rendszer feladatai a tervezés idején is jól ismertek, a tervezők a feladatnak megfelelően tudják optimalizálni a rendszert, csökkenteni a költségét és méretét, növelni megbízhatóságát.
Fizikai méretüket tekintve a beágyazott rendszerek a hordozható eszközöktől (például digitális óra, MP3-lejátszó) az egészen nagy méretű helyhez kötött berendezésekig (például egy közlekedési lámpa irányító rendszere, egy gyár folyamatirányító rendszere, vagy egy atomerőmű irányító rendszere) terjednek.

## Példák
- hálózati router, switch
- mobiltelefon, okostelefon, okostévé
- digitális kamera és fényképezőgép
- GPS
- motorvezérlő elektronika, ABS és hasonló rendszerek
- digitális háztartási gépek vezérlése: például automata mosógép, kenyérsütő, légkondicionáló, mikrohullámú sütő
- riasztó
- orvosi műszerek: például CT, MRI, ultrahang berendezés
- számítógép perifériák, például nyomtató, PC-billentyűzet